# Pocket Internet Explorer
Der Pocket Internet Explorer (PIE) ist ein mit Windows Mobile (auf Windows CE basierend) mitgelieferter Webbrowser, der die Darstellung von Webseiten auf PDAs und Smartphones mit diesem Betriebssystem ermöglichte.
Der PIE wurde unabhängig vom Internet Explorer von Microsoft entworfen und hat deutlich weniger Funktionen als sein großer Bruder.

## Versionsgeschichte
- Pocket Internet Explorer 1 (erste Veröffentlichung)
- Pocket Internet Explorer 1.1 (mit Unterstützung für Cookies, HTTPS und SSL)
- Pocket Internet Explorer 2 (mit Unterstützung für Offlinebetrieb, Bildvergrößerung und verbesserter HTML-Unterstützung wie Frames und Tabellen)
- Pocket Internet Explorer 3 (Mit Unterstützung für JScript und diversen Sicherheitsprotokollen)
- Pocket Internet Explorer 4 (Mit Unterstützung für ActiveX, CSS, VBScript und verbessertes SSL)

## Vergleich Pocket Internet Explorer mit dem Desktop Internet Explorer
| Feature                | Pocket Internet Explorer                                        | Internet Explorer 6.0              |
| ---------------------- | --------------------------------------------------------------- | ---------------------------------- |
| Belegter Speicherplatz | 2,2 MB                                                          | mindestens 15 MB                   |
| Drucken                | nicht möglich                                                   | mit Vorschau                       |
| Favoriten              | Ja                                                              | Ja                                 |
| HTML Quellcode Ansicht | Nein                                                            | Ja                                 |
| User Agent             | Mozilla/4.0 (compatible; MSIE 4.01; Windows CE; PPC; 240 × 320) | Mozilla/4.0 (compatible; MSIE 6,0) |
| Offline Betrieb        | Kann nachgerüstet werden                                        | Vorinstalliert                     |